# Air Transport International
Air Transport International, kurz auch ATI, ist eine US-amerikanische Frachtfluggesellschaft mit Sitz in Irving, Texas und Basis auf dem Wilmington Air Park.

## Geschichte
Air Transport International wurde 1978 gegründet und nahm den Betrieb im Jahr 1979 auf. Ursprünglich trug sie den Namen US Airways (nicht zu verwechseln mit der späteren US Airways, die damals noch Allegheny Airlines hieß) und später dann den Namen Interstate Airlines. Der heutige Name wurde 1988 übernommen.

## Flugziele
Das Unternehmen führt internationale Fracht- und Charterflüge durch, unter anderem für das Verteidigungsministerium der Vereinigten Staaten und die Automobilindustrie. ATI bietet ihre Flotte zudem auch im Wet-Lease an, beispielsweise für Paketdienste.

## Flotte

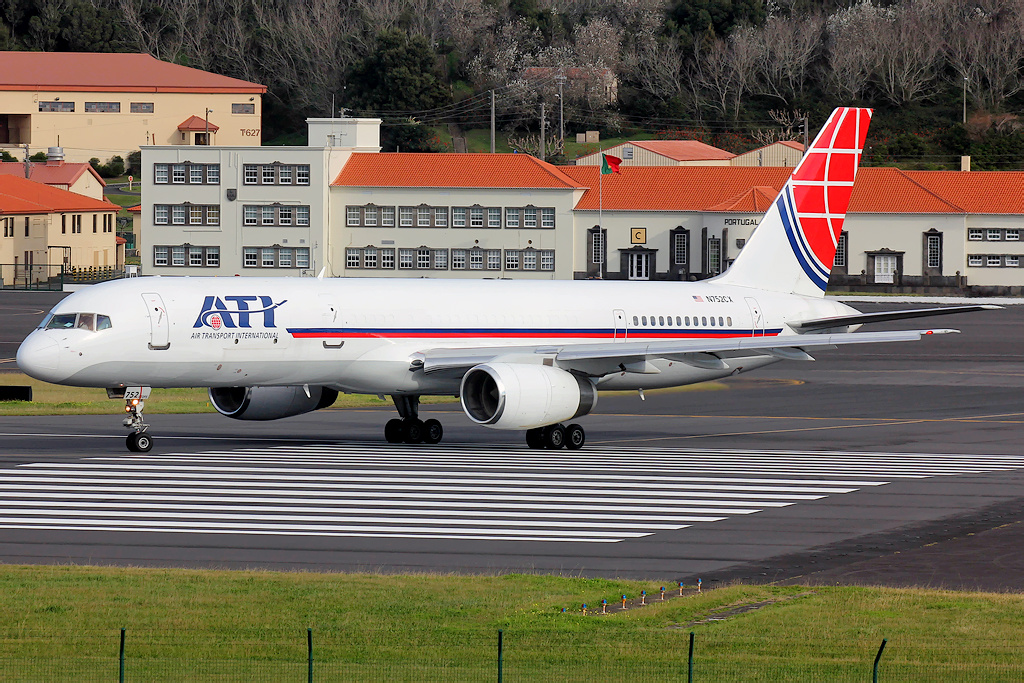
Boeing 757-200 der Air Transport International

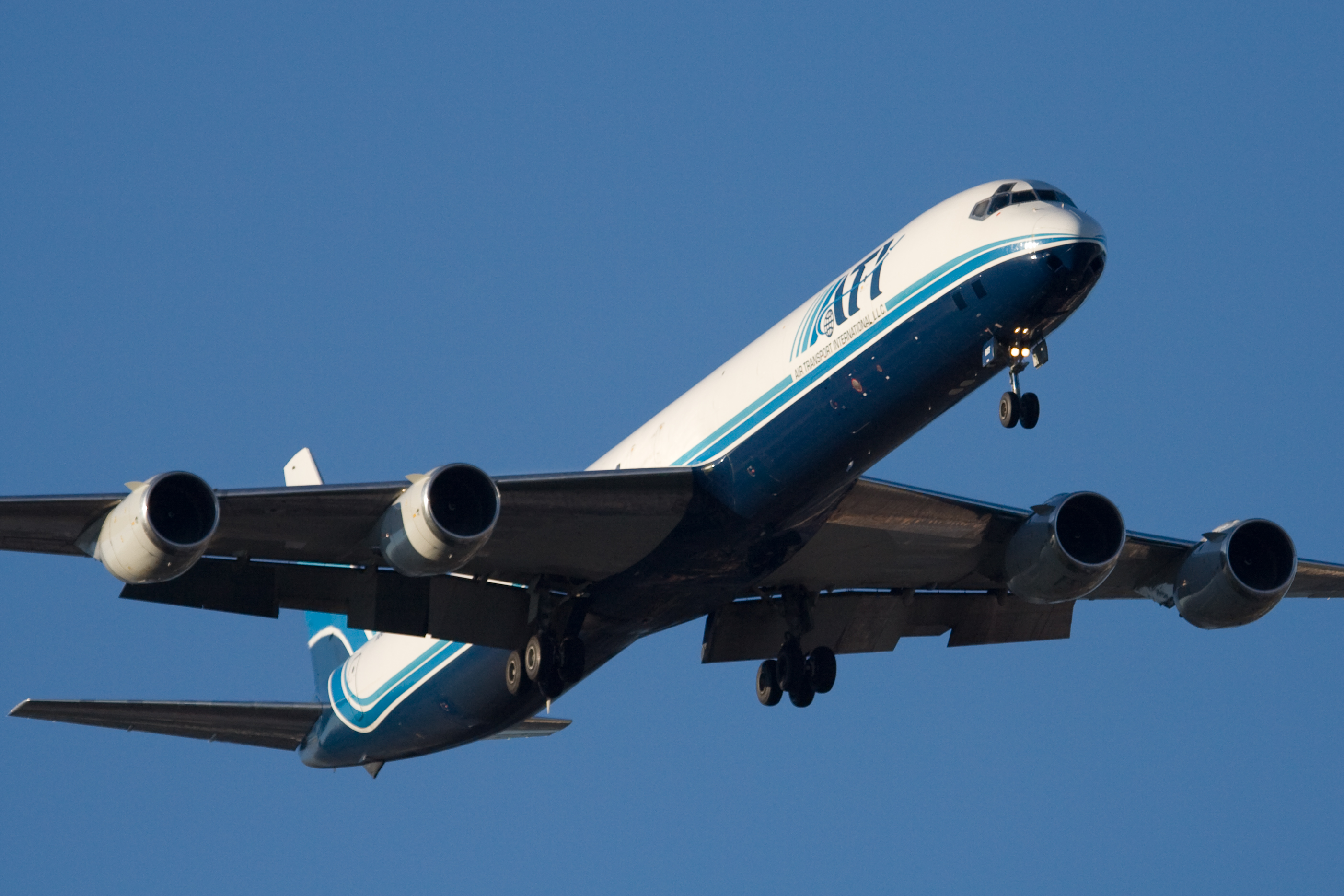
Douglas DC-8 der Air Transport International

### Aktuelle Flotte
Mit Stand Juni 2024 besteht die Flotte der Air Transport International aus 54 Flugzeugen mit einem Durchschnittsalter von 31,2 Jahren:
| Flugzeugtyp        | Anzahl | bestellt | Anmerkungen                            | Durchschnittsalter |
| ------------------ | ------ | -------- | -------------------------------------- | ------------------ |
| Boeing 757-200C    | 04     |          |                                        | 32,3 Jahre         |
| Boeing 767-200BDSF | 07     |          | fünf inaktiv                           | 40,3 Jahre         |
| Boeing 767-300BDSF | 43     |          | vier inaktiv; betrieben für Amazon Air | 29,6 Jahre         |
| Gesamt             | 54     | –        |                                        | 31,2 Jahre         |

### Ehemalige Flugzeugtypen
- Boeing 757-200F
- Douglas DC-8-55F
- Douglas DC-8-60F
- Douglas DC-8-70F

## Zwischenfälle
- Am 12. März 1991 verunglückte eine Douglas DC-8-62H der Air Transport International (Luftfahrzeugkennzeichen N730PL) beim Start auf dem John F. Kennedy International Airport in New York. Dabei wurde das Flugzeug zerstört, es kam jedoch keine der 5 Personen an Bord um. Ursache waren durch den Flugingenieur falsch berechnete Start- und Trimmungsdaten, der dafür ein um 45 Tonnen zu niedriges Gewicht angesetzt hatte. Deshalb konnte das Flugzeug nicht abheben.[2]

- Am 15. Februar 1992 verstarben alle vier Personen an Bord einer Douglas DC-8-63F der Air Transport International (N794AL), als die Crew während eines Durchstartmanövers am Flughafen Toledo Express die räumliche Orientierung verlor und die Maschine 5 Kilometer nordwestlich des Flughafens abstürzte  (siehe auch Air-Transport-International-Flug 805).[3]

- Am 16. Februar 1995 verunglückte eine Douglas DC-8-63F der Air Transport International (N782AL) auf dem Kansas City International Airport. Es wurde versucht, mit nur drei laufenden Triebwerken zu starten, wobei alle drei Crewmitglieder ums Leben kamen. Als Ursache wurde ein Kontrollverlust des Flugzeuges aufgrund zu geringer Erfahrung der Crew mit dieser Startart ermittelt. Der Fluggesellschaft wurde dabei ein Mitverschulden zugeschrieben, da diese es versäumt hätte, eine adäquat ausgebildete Crew einzusetzen (siehe auch Air-Transport-International-Flug 782).[4]